# Pater
Pater är en titel på en romersk-katolsk ordenspräst. Pater betyder fader och förekommer i exempelvis Pater noster, som är det latinska namnet på Herrens bön/Fader vår.